# Collège de Guyenne
Le collège de Guyenne est un établissement scolaire fondé en 1533 à Bordeaux.

## Historique
En 1533, la jurade de Bordeaux fait appel à des maîtres issus des Flandres et de Paris et crée le collège de Guyenne pour prendre la suite du Collège des Arts ou Grand Collège de Grammaire fondé, en 1441, par les jurats. Cet établissement a pour but de former une élite qui participera au rayonnement de la ville. Il est dans la lignée des collèges qui se sont créés dans le premier quart du XVIe siècle, en cette période de renaissance culturelle.
La jurade commande le 22 février 1533 à Jean de Tartas (1525-1588), « principal » du Collège de Lisieux à Paris, la mise en place du Collège de Guyenne. Jean de Tartas arrive à Bordeaux en mars 1533. Il engage une vingtaine de professeurs (des « régents ») dont la plupart viennent de l’université de Paris et quelques-uns probablement de l'université de Louvain aux Pays Bas. Les premiers cours commencent en mai 1534. Mais au bout de quelques mois, de nombreux professeurs désertent le collège, si bien que Jean de Tartas doit quitter Bordeaux. Il est remplacé en juillet 1534, par le véritable fondateur du Collège de Guyenne, André de Gouveia, alors principal du Collège des Arts de Sainte-Barbe à Paris où s'enseignent les arts libéraux, et devenu recteur de l'université de Paris en 1533.
Ce nouveau principal reçoit toute liberté pour moderniser l'ancien collège pour lequel il adopte une pédagogie nouvelle. En 1539, il y accueille George Buchanan, le nommant professeur de latin. Le séjour de Gouveia au Collège de Guyenne durera jusqu'en 1547.
Le collège connait une période brillante entre les années 1537 et 1571 grâce aux érudits qui y enseignent, attirant des étudiants comme Michel de Montaigne, qui plus tard dans les Essais, décrit le Collège comme « très florissant pour lors, et le meilleur de France », André de Gouveia étant « sans comparaison le plus grand principal en France ». La renommée de l'enseignement de la grammaire, principalement, la littérature classique, l'histoire et la philosophie — est telle que, en 1552, le savant italien et médecin Jules César Scaliger envoie ses fils au collège, dont Joseph Justus Scaliger. Le départ à la retraite de Vinet, le manque de moyens financiers et la création du collège concurrent de la Magdeleine par les jésuites le placent définitivement au second plan.

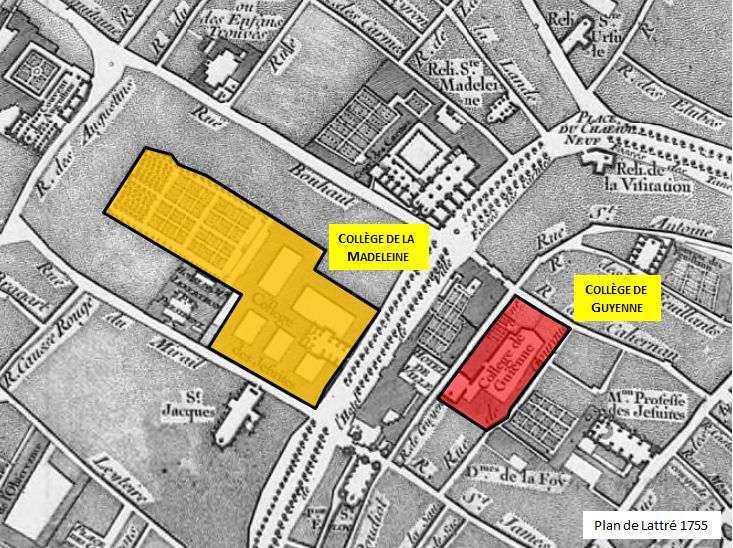
Situation des collèges du Guyenne et de la Madeleine au XVIIIe siècle

Le collège se trouvait en arrière de l'ancien hôtel de Ville près de la Grosse cloche. L’entrée principale du bâtiment, surmontée d’un campanile, s’ouvrait rue Entre-deux-Murs (actuellement rue de Guienne). L’ensemble était délimité par cette rue, celles du Cahernan (portion de l’actuelle rue Sainte-Catherine) et de Gourgues (actuelle rue de Gouvéa et Pierre de Coubertin). Au-dessus de l'entrée se trouvait une inscription latine d'invitation aux étudiants, gravée en 1543 sur un linteau et conservée au musée d'Aquitaine. Le collège de Guyenne est composé d'une suite de bâtiments étroits donnant sur une cour.
À la suite de l'expulsion des Jésuites, en 1764, le collège de La Madeleine est fermé en 1772, et réuni au Collège de Guyenne qui prend alors le nom de Collège royal de Guyenne. Le nouvel établissement profite de la fusion pour profiter de locaux plus convenables et s'installe dans l'ancienne maison professe des Jésuites. Cependant, l'inadaptation des programmes à l'esprit de l'époque fait qu'on doit confier, en 1784, la direction de l'établissement aux Prêtres de la doctrine chrétienne. Sous la Révolution, le collège prend, en 1791, le nom de « Collège National ».
Les anciens bâtiments ont été probablement détruits lors de l'établissement du Vieux-Marché remplacé au XXe siècle par le Palais des Sports.

## Liste des professeurs
- André de Gouveia
- Mathurin Cordier
- Nicolas de Grouchy
- Guillaume Guérante
- Jean Visagier
- George Buchanan
- Marc-Antoine Muret
- Élie Vinet
- Jacques Peletier
- Robert Balfour
- Jean Binet
- Simon Millanges

## Élèves notables
- Montaigne
- Joseph Juste Scaliger
- Francisco Sanches
- Pierre de Brach
- Pierre Bernadau
- Simon-Antoine Delphin de Lamothe
- Pierre Bernard Palassou